# Meaux-la-Montagne
Meaux-la-Montagne è un comune francese di 218 abitanti situato nel dipartimento del Rodano della regione Alvernia-Rodano-Alpi.

## Società

### Evoluzione demografica
Abitanti censiti